# 徽杭古道

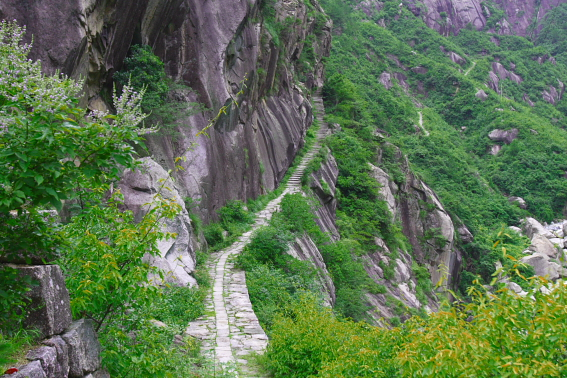
徽杭古道绩溪段

徽杭古道是指从安徽省绩溪县伏岭镇到浙江省杭州市临安区清凉峰镇浙基田的长约16公里的古道。

## 历史
始建于唐朝，以前是徽商向杭州方向贩运货物的重要通道，现在则作为徒步旅游的热门线路，横贯清凉峰国家自然保护区，森林覆盖率89%，古道沿途山势险峻、丛岭叠翠，吸引许多驴友前往。
历史上汪华、胡宗宪、胡雪岩、胡适、胡炳衡、胡天柱、汪静之、寻淮洲曾走过此道。

## 沿途景点
- 伏岭镇
- 江南第一村
- 岩口亭
- 汪公石
- 白玉滩
- 江南第一关
- 逍遥谷
- 西寺飞瀑
- 佛掌峰
- 施茶亭
- 一得亭
- 黄茅培
- 下雪堂
- 上雪堂
- 蓝天凹
- 南天门
- 入胜亭
- 永来村
- 清凉峰镇